# Dirka po Sloveniji 1998
Dirka po Sloveniji 1998 je bila peta izvedba Dirke po Sloveniji. To je bila etapna dirka UCI kategorije 5, ki je potekala od 4. do 10. maja 1998, v skupni dolžini 1.105 kilometrov.
Dirka se je začela se s prologom na Ptuju in se še z 7 dodatnimi etapami končala v Novem mestu.
Dirko je osvojil Branko Filip (Krka), Gorazd Štangelj je bil drugi, Pavel Šumanov pa tretji.
Najboljši so bili: po točkah Andrej Hauptman (modra), Igor Kranjec na gorskih ciljih (pikčasta) ter letečih ciljih (zelena), najboljši mladi kolesar Mitja Mahorič (bela) in ekipno najboljša Krka-Telekom.
Nagradni sklad je znašal skupno 3,6 milijona tolarjev. Zmagovalec dirke je prejel avto Škoda Felicia, skupno drugouvrščeni pa 96,000 tolarjev (isto zmagovalec posamične etape). Tretje mesto v skupni razvrstitvi je bilo nagrajeno z 48,000 tolarji (isto tudi drugo mesto v posamični etapi).

## Ekipe
Dirko je začelo 98 kolesarjev iz 16 ekip, od tega jo je končalo 62 kolesarjev.

### Amaterski klubi
- Perutnina Ptuj - Radenska Rog (PP&RR)
- Savaprojekt
- Hit Casino
- Sava Kranj
- Slovaška
- Hrvaška
- Bolgarija
- Velika Britanija
- Ukrajina

### Profesionalni klubi
- KRKA-Telekom Slovenije
- Amore & Vita–ForzArcore
- Kross–Selle Italia
- Linda McCartney On Tour
- Mróz
- ZVVZ–DLD
- Agro–Adler Brandenburg

## Potek
Dirko je začelo 98 kolesarjev iz 16 ekip (7 profesionalnih in 9 amaterskih). Pred začetkom so bili favoriti za končno zmago kolesarji ekip PP&RR in Krke Telekoma. Največ možnosti naj bi imeli Valter Bonča, Boris Premužič in Gorazd Štangelj, v širši krog pa Tadej Valjavec, Sašo Sviben, Igor Kranjec, Andrej Hauptman. Med tujci ni bilo nobenega slavnega imena. Premužič je  menil, da je trasa 1998 najlažja doslej in je zato tudi krog favoritov širši, enako je menil tudi Bonča (Dirka ni izrazito težka). Ključni etapi sta bili kronometer in vzpon na Vršič. 

#### Prolog
Na prologu je bil najhitrejši Olaf Pollack (Agro Adler). Najboljši je bil tudi v prvi etapi, ki jo je dobil v šprintu ubežne skupine, ki s pomočjo vetra prišla 39 sek. pred glavnino. Na etapi so predvsem zaostali kolesarji PP&RR (Bonča).

#### 2. etapa
Na drugi etapi je zmagal Hauptman, rumeno majico prevzel Štangelj s sekundo prednosti pred drugim Zamano. 

#### Kronometer
Na kronometru je zmagal Valter Bonča, drugi Branko Filip, ki je, nekoliko presentljivo, prevzel skupno vodstvo na dirki. 

#### 5. etapa
Najdaljšo etapo je zaznoval 213 km pobeg Igorja Kranjca in Martina Čotarja. 10 km pred ciljem jih je glavnina ujela, v šprintu je zmagal Simeno Zucchi, kar je bila druga zmaga za ekipo Amore&Vita. 

#### 6. in 7. etapa
Predzadnja in zadnja etapa nista več odločili ničesar. Tokrat vzpon na Vršič ni bil odločilen, saj je bilo do cilja v Ljubljani še 102 km. Ekipa Krke je složno branila rumeno majico Filipa. Štangelj je zaostal 4 sekunde, Šumanov pa 9 s.

## Trasa in etape
| Etapa  | Datum   | Trasa                           | Dolžina  | Disciplina | Disciplina      | Zmagovalec           |          |
| ------ | ------- | ------------------------------- | -------- | ---------- | --------------- | -------------------- | -------- |
| 0      | 4. maj  | Ptuj                            | 3,4 km   |            | prolog          | Olaf Pollack         |          |
| 1      | 5. maj  | Radenci – Beltinci              | 198 km   |            | ravninska etapa | Olaf Pollack         |          |
| 2      | 6. maj  | Maribor – Kranj                 | 168 km   |            | hribovska etapa | Andrej Hauptman      |          |
| 3      | 7. maj  | Krško – Brežice – Krško         | 18 km    |            | kronometer      | Valter Bonča         |          |
| 4      | 7. maj  | Semič – Metlika – Semič         | 85 km    |            | ravninska etapa | Maurizio de Pasquale |          |
| 5      | 8. maj  | Ribnica – Nova Gorica           | 230 km   |            | hribovska etapa | Simone Zucchi        |          |
| 6      | 9. maj  | Nova Gorica – Vršič – Ljubljana | 206 km   |            | gorska etapa    | Simone Mori          |          |
| 7      | 10. maj | Grosuplje – Novo mesto          | 177 km   |            | razgibana etapa | Andrej Hauptman      |          |
| Skupaj | Skupaj  | 1.085 km                        | 1.085 km | 1.085 km   | 1.085 km        | 1.085 km             | 1.085 km |

## Razvrstitev vodilnih
| Etapa          | Zmagovalec           | Skupno          | Po točkah       | Gorski cilji | Mladi kolesarji | Leteči cilji  | Ekipno       |
| -------------- | -------------------- | --------------- | --------------- | ------------ | --------------- | ------------- | ------------ |
| 0              | Olaf Pollack         | Olaf Pollack    | ni podatka      | ni podatka   | Tadej Valjavec  | ni podatka    | ni podatka   |
| 1              | Olaf Pollack         | Olaf Pollack    | ni podatka      | Uroš Murn    | Tadej Valjavec  | Rik Reinerink | ni podatka   |
| 2              | Andrej Hauptman      | Gorazd Štangelj | ni podatka      | Uroš Murn    | Mitja Mahorič   | Marko Baloh   | Mroz         |
| 3              | Valter Bonča         | Branko Filip    | ni podatka      | ni podatka   | ni podatka      | ni podatka    | ni podatka   |
| 4              | Maurizio De Pasquale | Branko Filip    | ni podatka      | ni podatka   | ni podatka      | ni podatka    | ni podatka   |
| 5              | Simone Zucchi        | Branko Filip    | Andrej Hauptman | Igor Kranjec | ni podatka      | Martin Čotak  | ni podatka   |
| 6              | Simone Mori          | Branko Filip    | Andrej Hauptman | ni podatka   | ni podatka      | ni podatka    | ni podatka   |
| 7              | Andrej Hauptman      | Branko Filip    | Andrej Hauptman | Igor Kranjec | Mitja Mahorič   | Igor Kranjec  | Krka Telekom |
| Končni nosilci | Končni nosilci       | Branko Filip    | Andrej Hauptman | Igor Kranjec | Mitja Mahorič   | Igor Kranjec  | Krka Telekom |

## Končna razvrstitev
| Legenda | Legenda                      | Legenda | Legenda                          |
| ------- | ---------------------------- | ------- | -------------------------------- |
|         | Zmagovalec skupnega seštevka |         | Zmagovalec gorskih ciljev        |
|         | Zmagovalec po točkah         |         | Zmagovalec med mladimi kolesarji |
|         | Zmagovalec letečih ciljev    |         | Zmagovalec med ekipami           |

### Skupno
| Uvr. | Kolesar             | Ekipa        | Čas         |
| ---- | ------------------- | ------------ | ----------- |
| 1.   | Branko Filip        | Krka Telekom | 26h 38' 01" |
| 2.   | Gorazd Štangelj     | Krka Telekom | + 4"        |
| 3.   | Pavel Šumanov       | Krka Telekom | + 9"        |
| 4.   | Valter Bonča        | PP&RR        | + 21"       |
| 5.   | Cezary Zamana       | Mroz         | + 33"       |
| 6.   | Andrzej Sypytkowski | Mroz         | + 33"       |
| 7.   | Tomáš Konečný       | ZVVS         | + 38"       |
| 8.   | Saša Sviben         | Krka Telekom | + 50"       |
| 9.   | Miloslav Kejval     | ZVVS         | + 51"       |
| 10.  | Rajko Petek         | Sava         | + 1' 13"    |

### Po točkah
| Uvr. | Kolesar         | Ekipa        | Točke |
| ---- | --------------- | ------------ | ----- |
| 1.   | Andrej Hauptman | PP&RR        | 97    |
| 2.   | Simone Zucchi   | Amore & Vita | 75    |
| 3.   | Tomáš Konečný   | ZVVS         | 74    |
| 4.   | Gorazd Štangelj | Krka Telekom | 71    |
| 5.   | Boštjan Mervar  | Krka Telekom | 65    |

### Gorski cilji
| Uvr. | Kolesar              | Ekipa        | Točke |
| ---- | -------------------- | ------------ | ----- |
| 1.   | Igor Kranjec         | PP&RR        | 18    |
| 2.   | Martin Čotar         | Sava         | 14    |
| 3.   | Maurizio De Pasquale | Amore & Vita | 13    |

### Mladi kolesarji
| Uvr. | Kolesar        | Ekipa | Čas         |
| ---- | -------------- | ----- | ----------- |
| 1.   | Mitja Mahorič  | PP&RR | 26h 39' 43" |
| 2.   | Richard Faltus | aZVVS |             |
| 3.   | Tadej Valjavec | Sava  |             |

### Leteči cilji
| Uvr. | Kolesar      | Ekipa           | Točke |
| ---- | ------------ | --------------- | ----- |
| 1.   | Igor Kranjec | PP&RR           | 24    |
| 2.   | Martin Čotak | Sava            | 16    |
| 3.   | Julian Clark | Linda McCartney | 11    |

### Ekipno
| Rank | Team                          | Time         |
| ---- | ----------------------------- | ------------ |
| 1.   | Krka Telekom                  | 79h 55′ 02″  |
| 2.   | Mroz                          | + 55″        |
| 3.   | Perutnina Ptuj - Radenska Rog | + 1′ 20″     |
| 4.   | ZVVS                          | + 2′ 21″     |
| 5.   | Amore & Vita                  | + 5′ 22″     |
| ...  | ...                           | ...          |
| 6.   | Sava                          | + 1h 07′ 10″ |
| 10.  | Hit Casino                    | + 1h 25′ 54″ |

## UCI točkovanje
Točke so se delile do 10. mesta, za etapno zmago in rumeno majico vodilnega.
| Uvrstitev     | 1. | 2. | 3. | 4. | 5. | 6. | 7. | 8. | 9. | 10. |
| Skupno        | 25 | 19 | 15 | 13 | 12 | 11 | 10 | 9  | 8  | 7   |
| Etapna zmaga  | 5  |    |    |    |    |    |    |    |    |     |
| Rumena majica | 2  |    |    |    |    |    |    |    |    |     |